# ネットワークビジネス推進連盟
ネットワークビジネス推進連盟（ - すいしんれんめい、NPU）は、連鎖販売取引（いわゆるマルチ商法）の地位向上などを目的とした政治団体。
「連鎖販売取引に対する世間の無知・無理解・誤解・偏見・勘違いに晒されている状態」から脱却することを目的とした政治連盟であり、その議員連盟として健全なネットワークビジネスを育てる議員連盟（NPU議連）が存在していた。
なお、従来から社会問題になっているマルチ商法という言葉は使わずに、ネットワークビジネスと言い換えている。
健全なネットワークビジネスを育てる議員連盟と深い関わりを持つ。

## 沿革
- 2002年11月、流通ビジネス推進政治連盟として発足
- 2003年9月、流通ビジネス議員連盟発足(のちに健全なネットワークビジネスを育てる議員連盟に改称)
- 2008年1月、ネットワークビジネス推進連盟に改称
- 現在、ネットワークビジネス推進連盟は、現在休止中です。と公式サイトには表示あり

## 議員連盟
詳細は健全なネットワークビジネスを育てる議員連盟参照
NPU議連はすでに解消していると2008年10月13日に民主党の鳩山由紀夫幹事長が説明したが、議員連盟の事務局長である前田雄吉衆院議員のマルチ業界から講演料と献金を受け取ったことが判明した時期との前後関係は不明である。
なお前田雄吉議員は講演料・献金問題判明後も引き続きNPUのアドバイザーとして活躍している。
NPU議連の結成に尽力した石井一民主党副代表はNPUの名誉会長に就任している。

## 加盟企業
加盟企業については健全であるとされているが企業名は非公開である。
なお業界全体としては国民生活センターだけでも年間2万件の相談及び苦情が寄せられており社会問題となっている。

## その他
- 2008年10月10日、Wikipedia内の「前田雄吉」「藤井裕久」「ネットワークビジネス」「健全なネットワークビジネスを育てる議員連盟」そして当記事において、健全なネットワークビジネスを育てる議員連盟と前田・藤井の両議員との関係に関する部分が削除される編集がおこなわれ、その編集をしたIPユーザーは衆議院内からの接続によるものと判明した。前田・藤井の両議員ともに「編集していない」と否定したが、「都合の悪い部分を削除しているのでは」という声があがっていることが伝えられた[2][3]。